# 好萊塢七姐妹
好萊塢七姐妹（英語：Seven sisters）指的是20世紀80年代對好萊塢主要電影製片廠的一個統稱。在當時，華特迪士尼製片還沒有成為好萊塢巨頭電影公司，米高梅尚未因破產退出巨頭行列，同時二十世紀福斯還未被華特迪士尼影業集團收購并改名二十世紀影業。
好萊塢七姐妹指的是：
- 哥倫比亞影業公司（現索尼影視娛樂集團內部門）
- 華特迪士尼製片（現華特迪士尼影業，华特迪士尼影業集團內部門）
- 二十世紀福斯（現二十世紀影業，华特迪士尼影業集團內部門）
- 米高梅/聯美公司（現亞馬遜米高梅工作室內部門）
- 派拉蒙電影公司（現派拉蒙全球內部門）
- 環球影業公司（現康卡斯特內部門）
- 华纳兄弟影业公司（現華納兄弟探索內部門）